# Steve Green (tenore)
Steve Green (Portland, 1º agosto 1956) è un cantautore e musicista statunitense.
Noto per la sua notevole estensione vocale (come tenore). In oltre venticinque anni di carriera, Steve Green è stato candidato quattro volte ai Grammy Award, ha vinto sette volte i Dove Award, ha avuto 13 canzoni al primo posto della classifica, e ha venduto oltre tre milioni di album.
Dal 1980 al 1983 ha fatto parte della Gaither Vocal Band.

## Discografia

### Album studio
- A Journey of Faith: Live DVD/CD (2008)
- Always: Songs of Worship (2007)
- The Ultimate Collection (2006)
- Somewhere Between (2005)
- Sir Bernard The Good Knight (2004)
- Woven in Time (2002)
- Morning Light: Songs To Awaken the Dawn (1999)
- Hide 'Em In Your Heart: Praise & Worship for Kids (1998)
- The Faithful (1998)
- The First Noel (1996)
- The Letter (1996)
- People Need the Lord: The 10 Year Collection (1995)
- En Vivo! (1994)
- Where Mercy Begins (1994)
- Himnos: Un Retrato De Cristo (1992)
- Hymns: A Portrait of Christ (1992)
- We Believe (1991)
- Toma La Cruz (1990)
- Hide 'Em In Your Heart: Bible Memory Melodies, vol. 2 (1990)
- Hide 'Em In Your Heart: Bible Memory Melodies, Vol. 1 (1990)
- The Mission (1989)
- Find Us Faithful (1988)
- Tienen Que Saber (1987)
- Joy To the World (1987)
- For God and God Alone (1986)
- He Holds the Keys (1985)
- Steve Green (1984)
- Top 5: Hits
- The Adventures Of Sir Bernard
- 8 Great Hits
- Yo Ire
- The Early Years (1996)
- 16 Melodias Biblicas Para Niños (1994)
- Mighty Fortress (1987)

### Raccolte/Partecipazioni
- New Young Messiah (1993)
- Phyllis Hyman: Living All Alone (1987)
- Hymns & Voices (1995)
- Saviour: Story of God's Passion for His People (1994)
- I Will Be Here: 25 of Today's Best Wedding & Love Songs (2002)
- Morning Like This (1986) - Sandi Patty
- Mysteries of the World (1980)
- Sandi Patty Love Overflowing
- Love Overflowing (1981) - Sandi Patty
- Hallelujah!: The Very Best of the Brooklyn Tabernacle Choir (2000) - Brooklyn Tabernacle Choir
- More than Wonderful (1983) - Sandi Patty
- Songs from the Heart (1984) - Sandi Patty
- No Compromise: Remembering the Music of Keith Green (1992)
- Unveiled Hope (1997) - Michael Card
- Various Artists If My People Pray
- If My People Pray (1999)
- Vital Signs (1984) - White Heart
- Original Soundtrack McCaughey Septuplets: Sweet Dreams
- McCaughey Septuplets: Sweet Dreams (1999) - Original Soundtrack
- Canciones De Lo Alto Del Granero (1994)
- Great Moments in Gospel Music, Vol. 2 (1988)
- Almighty God (1998)
- Coram Deo II (1993) - People of Praise
- Disney Christmas Carols of the Young Messiah-Christmas Carols of the Young Messiah (1995)
- Various Artists Inspirational Homecoming: A Tribute to the Gaither Legacy
- Inspirational Homecoming: A Tribute to the Gaither Legacy (1995)
- Rejoicing (1987)
- 25 Songs of Christmas, Vol. 2 (1985)
- Songs 4 Worship: Holy Ground (2001)
- Wedding Album [Capitol] (1995)
- We Are Called - An Experience in Worship (1983)
- Gaither Vocal Band Reunion Vol 1 & 2 CD\DVD (2008)